# Альбис
Альбис —  невысокий горный массив в кантоне Цюрих, который проходит параллельно Зилью и Цюрихскому озеру на протяжении примерно 22 километров от Зильбруга на юге до Шлирена на севере.

## География
Альбис имеет длину около 20 километров и состоит из молассы. Холмы, несмотря на характер невысоких гор (высоты могут быть свыше 400 м), представляют собой боковую морену и образовались в результате действия Альпийского ледника, который в последнюю ледниковую эпоху покрывал и часть нынешнего Швейцарского плато. Массив довольно густо засажен деревьями, особенно его восточный склон, более крутой и возвышающийся на 300—450 метров над долинами рек Зиль и Лиммат. Более пологий западный склон находится на высоте 200—300 метров над долиной реки Реппиш. Через два перевала хребта проходят асфальтированные дороги (Альбиспасс на высоте 793 метров над уровнем моря и Бухенегг на высоте 786 метров над уровнем моря). Под южной стороной Утлиберга есть автомобильный туннель, а под южной оконечностью хребта недалеко от деревни Зильбругг — железнодорожный туннель. Железнодорожная линия из Цюриха входит в Уетлиберг с севера и в настоящее время представляет собой линию S10 скоростной агломерационной железной дороги (S-Bahn).

## Охрана природы
На территории ареала расположено несколько заповедников и «Цюрихский парк дикой природы», имеющий статус парка федерального значения, в состав которого входит заповедник Зильский лес площадью более 11 км², центральная зона которого (41 % площади) находится под строгой охраной.

## Туризм
Альбис — популярное место среди жителей и туристов Цюриха, предлагающее обширные панорамы Альп, Юры, Цюриха, Цюрихского озера и окрестностей. Вдоль хребта есть несколько ресторанов, до массива легко добраться благодаря густой сети железных дорог, автобусов и гондольного подъемника до Фельзенег. Кроме того, были построены две смотровые башни (Уетлиберг и Хохвархт) и Планетенвег, представляющий собой модель Солнечной системы в масштабе 1:1 000 000 000. В Альбисе проложены многочисленные пешеходные, велосипедные и конные маршруты.